# Olav Kjelbotn
Olav Kjelbotn (5 octobre 1898 – 17 mai 1966) est un ancien fondeur norvégien.

## Championnats du monde
- Championnats du monde de ski nordique 1926 à Lahti 
  -  Médaille de bronze sur 50 km.